# 弗里德里希·瑟圖納
弗里德里希·威廉·亞當·瑟圖納（1783年6月19日—1841年2月20日），德國藥劑師與化學家，生物鹼化學的先驅之一，其最為知名的事蹟為在1804年發明嗎啡。

## 生平

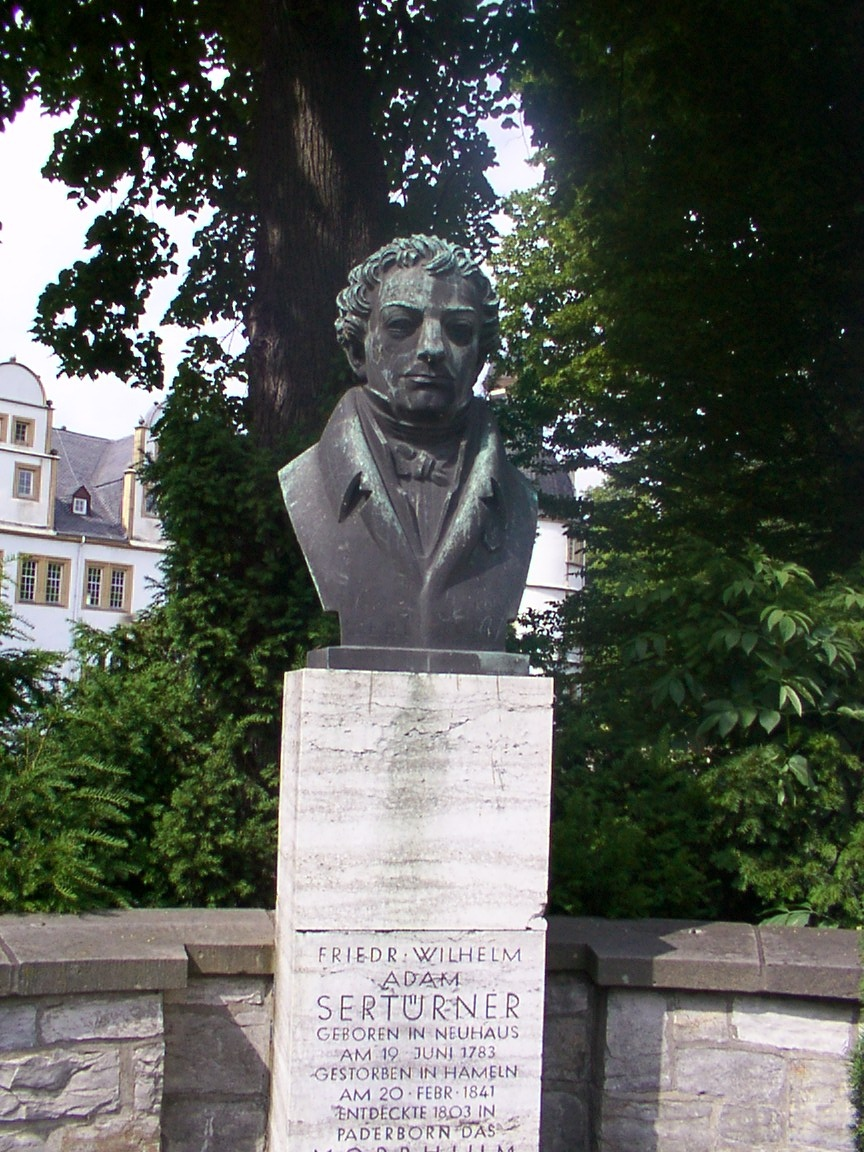
瑟圖納位於其出生地紐豪斯城堡公園（Schlosspark）的半身像

弗里德里希·瑟圖納在1783年6月19日出生於帕德博恩采邑主教區的紐豪斯，即現今北萊茵-西發利亞邦帕德博恩的一部分，父母分別名叫約瑟夫·西蒙·瑟圖納和瑪麗·特蕾莎·布洛克曼（Marie Therese Brockmann）。在他們死後，瑟圖納在當地成為一位藥劑師學徒。
瑟圖納在1804年12月（另有一說為在1805年）發明嗎啡，為首位從罌粟植物中分離出嗎啡的人，當時他仍是一位學徒，並以希臘的夢神摩耳甫斯（Morpheus）為這獨立的活性生物鹼命名（Morphine），原因在於它有著令人嗜睡的副作用。然而學界一直對嗎啡的正式描述有所爭議。早在1804年，即瑟圖納發明嗎啡的兩年前，發現碘的法國化學家貝爾納·庫爾圖瓦就在阿爾芒·塞甘的實驗室中分離出該物質，後者雖在當下即向法蘭西學會提交關於鴉片的學術論文集，但直到1814年才發表此研究，而前者則早已離開巴黎綜合理工學院往工業發展。
嗎啡不僅是第一個從罌粟中提取的生物鹼，也是首個從任何植物中分離出來的生物鹼，瑟圖納也因如此成為第一位分離出與藥用植物或草藥相關之原料藥的人，他創立的科學分支後來被稱作生物鹼化學。瑟圖納隨後發表了一篇關於嗎啡的分離、結晶、晶體結構和藥理特性的綜合論文，並首先在流浪狗身上進行研究，然後進行自我實驗。1806年，約翰·特羅姆斯多夫在《藥劑學期刊》（Journal der Pharmacie）上刊載關於嗎啡的文章，但未受太大關注，直至1817年他在更著名的《物理年鑑》上發表，且尤其是在約瑟夫·路易·給呂薩克於同年將該文章翻譯成法語後才獲得普遍認可。
瑟圖納所製的嗎啡比鴉片強六倍，他假設需要較低的劑量才可降低成癮性。然而他早已對該藥物上癮，並警告道：「我認為我有責任引起人們對這種被我稱之為嗎啡的新物質的關注，以免為世人帶來慘重的影響」。1817年，瑟圖納稱已為自己、三個小男孩、三隻狗和一隻老鼠施打嗎啡，但其中四人若不是使用催吐劑的話便早已蒙主寵召。他隨後在同年以止痛藥的方式，首次向大眾銷售嗎啡，稱可用於治療鴉片和酒精成癮。
瑟圖納在1806年搬到艾恩貝克，擔任藥劑師助理。三年後，他在當地開設了一家他自己擁有的藥房，並繼續研究嗎啡的作用。在1817年發表題為《論作為鴉片主要成分的嗎啡》（Ueber das Morphium als Hauptbestandteil des Opiums）的論文後，瑟圖納在嗎啡方面的工作變得更廣為人知，嗎啡也得到了更廣泛的應用。五年後，他接手了位於哈默爾恩的市政廳藥房（Rathaus Apotheke），並在那裡工作至1841年2月20日才因痛風逝世，終年57歲。瑟圖納死後被埋葬在艾恩貝克的巴多羅買禮拜堂。

## 家庭
瑟圖納在1821年與利奧波德·克里斯托夫·馮·雷特貝格（Leopold Christoph von Rettberg，1739年－1807年）中校的女兒艾蕾諾爾（Eleonore，1798年－1871年）結婚，兩人育有四個女兒和三個兒子。其中女兒艾達（Ida，1827年－1892年）於1852年與威廉·貝斯特（Wilhelm Best，1799年－1886年）上校結婚，後者的父親為曾在拿破崙戰爭期間以漢諾威王國士兵身份為英軍（當時漢諾威與英國為共主邦聯）效力的卡爾·康拉德·貝斯特少將；長子卡爾·弗蘭茨（Carl Franz，1821年－1904年）是漢諾威的上級法官；另一位兒子維克托（Viktor，1834年－1887年）則繼承父業成為一位藥劑師，並在1861年接手市政廳藥房，12年後又建立自己的化工廠。

## 獲得榮譽與獎項
1817年，瑟圖納被耶拿大學授予榮譽博士學位，14年後，瑟圖納獲得法國科學院頒予蒙蒂雍獎和「人類的恩人」頭銜（Benefactor of Humanity）。

## 學術論文
- Darstellung der reinen Mohnsäure (Opiumsäure) nebst einer chemischen Untersuchung des Opiums. In: Journal der Pharmacie, Band 14, 1806, p. 47–93.
- Über das Morphium, eine neue salzfähige Grundlage, und die Mekonsäure, als Hauptbestandhteile des Opiums. In: Annalen der Physik, N. F., Band 25, 1817, p. 56–89.
- Dringende Aufforderung an das deutsche Vaterland, in Beziehung der orientalischen Brechruhr. Göttingen 1831.

## 延伸閱讀
- Otto Schumann-Ingolstadt: Morphium. Lebensroman des Entdeckers des Morphiums Friedrich Wilhelm Sertürner, Deutscher Apotheker-Verlag, Stuttgart 1955.
- Klockgether-Radke, AP.  [F. W. Sertürner and the discovery of morphine. 200 years of pain therapy with opioids]. Anasthesiologie, Intensivmedizin, Notfallmedizin, Schmerztherapie. May 2002, 37 (5): 244–9. ISSN 0939-2661. PMID 12015680. doi:10.1055/s-2002-30132 （德语）.
- Lassner, J.  [Sertürner and the discovery of morphine]. Cahiers d'Anesthésiologie. 1993, 41 (5): 549–53. ISSN 0007-9685. PMID 8258096 （法语）.
- Goerig, M; Schulte Am Esch, J.  [Friedrich Wilhelm Adam Sertürner—on the 150th anniversary of the death of the discoverer of morphine]. Anasthesiologie, Intensivmedizin, Notfallmedizin, Schmerztherapie. Dec 1991, 26 (8): 492–8. ISSN 0939-2661. PMID 1786314. doi:10.1055/s-2007-1000624 （德语）.
- Schmitz, R. . Pharmacy in History. 1985, 27 (2): 61–74. ISSN 0031-7047. PMID 11611724.
- Holtkamp, P.  [A great researcher known as a cheat (Friedrich Wilhelm Adam Sertürner)]. Quintessenz Journal. Sep 1984, 14 (9): 831–2. ISSN 0033-6599. PMID 6395179 （德语）.
- Friedrich, C; Seidlein, HJ.  [The history of pharmaceutical science. 12. The importance of the discovery of morphine in the development of pharmaceutical science]. Die Pharmazie. May 1984, 39 (5): 340–5. ISSN 0031-7144. PMID 6382346 （德语）.
- Kempler, K.  [Beginnings of alkaloid research (Friedrich Wilhelm Sertürner)]. Orvosi Hetilap. Jul 1983, 124 (30): 1821–5. ISSN 0030-6002. PMID 6353312 （匈牙利语）.
- Doenicke, A.  [On the 200th birthday of Friedrich Wilhelm Adam Sertürner]. Der Anaesthesist. Jun 1983, 32 (6): 239–41. ISSN 0003-2417. PMID 6351662 （德语）.
- Halmai, J.  [The inventor of morphine. (F. W. Sertüner)]. Orvosi Hetilap. May 1966, 107 (19): 895–7. ISSN 0030-6002. PMID 5326676 （匈牙利语）.
- Weiser, M.  [Discovery of morphium 150 years ago]. Medizinische Monatsschrift. Oct 1956, 10 (10): 694–5. ISSN 0025-8474. PMID 13386906 （德语）.